# Сеттльмент
Се́ттльмент, или се́тлмент (англ. settlement — «поселение»), — обособленные кварталы в центре некоторых крупных городов Китая в XIX — начале XX веков, сдаваемые в аренду иностранным государствам.
Сеттльменты пользовались правом экстерриториальности и имели свои собственные органы полиции и пожарной охраны, крупнейшие из них охранялись вооружёнными силами державы-арендатора. Враждебное отношение значительной части местного китайского населения к иностранцам создавало потребность в больших по численности профессиональных полицейских отделениях. Несмотря на то, что зачастую до 95—97 % жителей сеттльментов составляли китайцы, на их территории не действовали китайские законы, а китайцы не имели права приобретать расположенную в сеттельменте недвижимость.
Одни из самых крупных и известных сеттльментов в Китае находились в Шанхае: англо-американский международный (территория Шанхайского муниципального совета, см. Банд) и французский сеттльменты, также известен остров Шамянь в Гуанчжоу. Данные территории сегодня превратились в главные туристические зоны этих городов.
Официально сеттльменты перешли под юрисдикцию Китая в 1943 году, в том числе на территориях, оккупированных японскими войсками.